# Strauchiges Brandkraut
Das Strauchige Brandkraut (Phlomis fruticosa) ist eine Pflanzenart aus der Gattung der Brandkräuter (Phlomis) in der Familie der Lippenblütler (Lamiaceae).

## Merkmale
Das Strauchige Brandkraut ist ein immergrüner Strauch, der Wuchshöhen bis 200 Zentimeter erreicht. Er besitzt grauhaarige Zweige. Die lanzettlichen bis eilanzettlichen Blätter sind gegenständig angeordnet. Sie besitzen kurze Blattstiele. Die Länge der Blattspreite variiert zwischen 3 und 9 Zentimeter. Die Spreite der unteren Blätter ist elliptisch, lanzettlich oder lanzettlich-eiförmig, am Grund ist sie gestutzt oder keilig. Die runzlige Blattoberseite ist mit kurzen Sternhaaren besetzt, die Blattunterseite zeigt eine filzige Behaarung.
Es sind ein bis zwei Scheinquirle vorhanden. Die Brakteolen sind (2 bis) 3 bis 7 Millimeter breit, verkehrt-eiförmig und breit lanzettlich oder elliptisch. Die Krone ist gelb.
Die Blütezeit reicht von Juni bis Juli.
Die Chromosomenzahl beträgt 2n = 20.

## Vorkommen
Das Strauchige Brandkraut kommt im mittleren und östlichen Mittelmeerraum von Sardinien bis zum Kaukasusraum auf Felshängen in Höhenlagen bis 1000 Meter vor.

## Nutzung
Das Strauchige Brandkraut wird selten als Zierpflanze für Steingärten sowie als Kübelpflanze genutzt.